# Асакура Ёсикагэ
Асакура Ёсикагэ (яп. 朝倉 義景, 12 октября 1533 — 16 сентября 1573) — самурайский полководец средневековой Японии периода Сэнгоку. Владелец провинции Этидзэн (современная префектура Фукуи). 11-й и последний глава рода Асакура.

## Биография
Ёсикагэ родился в 1533 году в семье 10-го главы древнего рода Асакура, Асакуры Такакагэ. Он был единственным сыном в этой семье.
В 1548 году после смерти отца Ёсикагэ становится главой семьи. В 1565 году в Киото произошёл мятеж, в результате которого был убит 13-й сёгун Асикага Ёситэру и младший брат покойника, Асикага Ёсиаки, обратился к роду Асакура с просьбой помочь ему освободить столицу от мятежников и получить титул сёгуна. Однако Асакура Ёсикагэ был занят войной с буддистскими повстанцами в провинции Кага, потому отказал в помощи.
В 1568 году Ёсикагэ смог поставить под свой контроль соседнюю провинцию Вакаса, обеспечив протекторат местному роду Такэда.

### Война противОды Нобунаги
В октябре 1568 Япония получила нового сёгуна, которым стал Асикага Ёсиаки. Он добыл этот титул при поддержке войск Оды Нобунаги. Ёсиаки собирался возобновить централизованный сёгунат, однако его начинания были ликвидированы главой рода Ода. Это повлекло конфликт между Нобунагой и сёгуном, и последний тайно призывал соседних обладателей, и род Асакура в частности, свалить «диктатуру Оды».
В апреле 1570 года армия Нобунаги двинулась завоевывать владение Асакуры под предлогом того, что Асакура Ёсикагэ не предоставил в своё время помощи Ёсиаки в походе на столицу и не явился в столицу поздравить нового сёгуна. В связи с этим Ёсикагэ обратился к своему традиционному союзнику роду Адзаи за помощью. Глава рода Адзаи, Адзаи Нагамаса, который в то же время был союзником Оды, решил изменить последнему, и отправил к Асакуре войска. Узнав об этом, Нобунага мгновенно отвёл свою армию.
В июне 1570 года Ёсикагэ отправил войско под командованием Асакуры Кагэтакэ на помощь Адзаи, резиденция которого была окружена армией Оды. Однако в битве при Анэгаве войска союзников были разбиты.
В сентябре того же года, пользуясь тем, что Нобунага отправился войной против буддистов монастыря Хонгандзи, Ёсикагэ вместе с силами Адзаи выступил с войском к столице. Однако Ода немедленно развернул свои силы в направлении наступления союзников и вынудил отступить их к монастырю горы Хиэй. Противники стояли друг напротив друга на протяжении нескольких месяцев и, в конце концов, заключили мир.
В 1572 году Ёсикагэ опять получил просьбу о помощи от рода Адзаи, цитадель которого осадили силы Нобунаги. Асакура собрал 20-тысячное войско и двинулся к месту событий. Прибыв к Адзаи Нагамасе, Ёсикагэ проявил нерешительность, отдавая преимущество позиционной войне. Это стало причиной того, что половина командиров его армии перешли на сторону Оды. Боясь потерять таким образом все войско, Асакура отступил.
Летом 1573 года Нобунага смог бросить все свои силы против рода Адзаи, что вынудило Ёсикагэ двинуться на помощь своему союзнику в третий раз. Однако и в этот раз воины Асакуры в битву не вступили. Прибыв под цитадель Адзаи, Ёсикагэ решил, что ситуация безнадёжна, и отдал приказ отступать домой и укреплять собственную провинцию. Однако ночью, во время отступления, гвардейцы Оды напали на войско Асакуры и разбили его. Армия противника гнала Ёсикагэ вплоть до его собственной резиденции, замка Итидзё-га-тани. Однако не имея сил защищаться, глава рода Асакура, оставил его. Во время побега вассалы Ёсикагэ лишили его жизни. Они принесли голову сюзерена к штабу врага. Дети и жёны Ёсикагэ были поголовно казнены. Род Асакура прекратил своё существование.